# 佛朗哥·贝尔蒂内蒂
佛朗哥·贝尔蒂内蒂（義大利語：Franco Bertinetti，1923年7月14日—1995年3月6日），意大利前男子击剑运动员。他曾获得1952年和1956年夏季奥运会男子重剑团体金牌。

## 家庭
父亲马尔切洛·贝尔蒂内蒂。儿子马尔切洛·贝尔蒂内蒂。